# Marstal Landsogn Kommune
Marstal Landsogn Kommune på Ærø var en dansk sognekommune i Svendborg Amt fra 1867 til 1962. Kommunen bestod af den del af Marstal Sogn som lå udenfor Marstal by. Marstal by tilhørte i stedet Marstal Handelsplads Kommune.
Kommunen blev oprettet 1. april 1867 efter Ærø ved fredsslutningen efter 2. slesvigske krig var blevet overført fra Hertugdømmet Slesvig til Kongeriget Danmark. Marstal Landsogn Kommune blev per 1. april 1962 indlemmet i Marstal Handelsplads Kommune. Marstal Handelsplads Kommune blev ved Kommunalreformen i 1970 til Marstal Kommune. Marstal Kommune blev i 2006 sammenlagt med Ærøskøbing Kommune til Ærø Kommune.